# Umweltprogramm der Vereinten Nationen
Das Umweltprogramm der Vereinten Nationen (englisch United Nations Environment Programme, UNEP; französisch Programme des Nations unies pour l’environnement, PNUE) hat seinen Hauptsitz in Kenias Hauptstadt Nairobi.
Das Umweltprogramm wurde 1972 auf der Konferenz der Vereinten Nationen über die Umwelt des Menschen (UNCHE) mit der UN-Resolution 27/2997 vom 15. Dezember 1972 ins Leben gerufen. Nach seinem Selbstverständnis ist das Programm die „Stimme der Umwelt“ bei den UN. UNEP wirkt als Auslöser, Anwalt, Lehrer und Vermittler für den schonenden Umgang mit der Umwelt und einer nachhaltigen Entwicklung. Es arbeitet mit verschiedenen Partnern zusammen, darunter andere UN-Organisationen, andere internationale Organisationen, Regierungen, Nichtregierungsorganisationen und Unternehmen.
Höchstes Entscheidungs- und Steuerungsgremium des Programms ist die Umweltversammlung der Vereinten Nationen.

## Aufgaben und Mandat
- Globale, regionale und nationale Umweltdaten sammeln und bewerten. Schwerpunkte sind hierbei Klimaveränderungen, Verschmutzung der Erdatmosphäre, Probleme mit dem Trinkwasser, Schädigung der Küstenregion und Ozeane, Verschlechterung des Bodens und Wüstenbildung, das Artensterben, gefährliche Abfälle und giftige Chemikalien.
- Politische Instrumente für den Umweltschutz entwickeln: im Rahmen des UNEP wurden die meisten heute gültigen internationalen Umweltabkommen entwickelt und ins Leben gerufen. Viele von diesen Abkommen sind heute selbstständig.
- Stärkung von Institutionen beim schonenden Umgang mit der Umwelt.
- Die Weitergabe von Wissen und Technologie für nachhaltige Entwicklung ermöglichen.
- Die Zivilgesellschaft und private Unternehmen zur Zusammenarbeit ermutigen.

UNEP beteiligt sich am Global Compact und an der Organisation des Weltumwelttages.

## Politische Steuerung
Hauptentscheidungsorgan des Umweltprogramms ist die Umweltversammlung der Vereinten Nationen, in der alle UN-Mitgliedstaaten vertreten sind. Sie legt mit ihren Entscheidungen die Prioritäten für die Arbeit von UNEP fest. Die UN-Umweltversammlung tagt seit Juni 2014 alle zwei Jahre. Sie ersetzt den UNEP-Verwaltungsrat sowie das ehemalige Globale Umweltministerforum. Diese Reform war 2012 auf der Konferenz der Vereinten Nationen über nachhaltige Entwicklung beschlossen und durch Entscheidung des UNEP-Verwaltungsrates vom Februar 2013 umgesetzt worden.
Vor 2014 wurde UNEP von einem Governing Council (GC) gesteuert, in dem Vertreter aus 58 Staaten für jeweils drei Jahre saßen. Die Verteilung der Sitze folgte dabei einem Regionalschlüssel. Der GC war das hauptsächliche Steuerungsorgan von UNEP seit 1972, er entwickelt Richtlinien für die UN-Umweltarbeit und bildete gleichzeitig ein Forum für internationale Kooperation im Umweltschutz. Nichtmitglieder waren genau wie nichtstaatliche Organisationen als Beobachter zu den Sitzungen des Councils zugelassen. Der GC traf sich regelmäßig alle zwei Jahre.
1999 war zudem das globale Umweltministerforum (Global Ministerial Environment Forum, GMEF) gegründet worden, das sich einmal jährlich traf. Zeitgleich wurde eine Sondersitzung des Governing Council abgehalten, das dadurch de facto ebenfalls einem jährlichen Sitzungsrhythmus folgte.

## Finanzierung
UNEP erhält seine Finanzmittel aus insgesamt drei Quellen: dem Environment Fund, dem regulären Budget und zweckgebundenen Zuwendungen. Für das Jahr 2017 lagen die Einnahmen der Organisation bei 668 Millionen US-Dollar und die Ausgaben bei 562 Millionen US-Dollar.
Bei der Gründung von UNEP im Jahr 1972 beschloss die Generalversammlung, die direkten Kosten des Sekretariats aus dem regulären UN-Budget zu bezahlen. Dieser Beitrag deckt nur einen geringen Teil der Aufwendungen des UN-Umweltprogramms ab. Für 2006 und 2007 wurden auf dieser Grundlage 13,4 Millionen US-Dollar bereitgestellt, oder 5,1 Prozent des gesamten Haushalts.
Um darüber hinausgehende Aktivitäten durchzuführen, richteten die Staaten gleichzeitig mit UNEP den Environment Fund ein. Dieser übernahm lange Zeit den größten Anteil am UNEP-Budget, wurde jedoch in den letzten Jahren durch zweckgebundene Zuwendungen überholt. Der Environment Fund wird durch freiwillige Zuwendungen von UN-Mitgliedstaaten befüllt. Von 2004 bis 2006 lagen die Zuwendungen bei jährlich je knapp 60 Millionen $, um 2007 auf knapp 70 Mio. $ und 2008 auf fast 90 Mio. $ zu steigen.
Die zweckgebundenen Zuwendungen (earmarked contributions) und Gelder durch Treuhänderfonds (Trust Funds) sind heute die wichtigste Finanzierungsquellen für UNEP-Aktivitäten. Sie werden von Staaten, internationalen Organisationen oder privaten Akteuren bereitgestellt. 2006 und 2007 lieferten diese Quellen zusammen 156,1 Mio. $, und für den Doppelhaushalt 2008–2009 wurden insgesamt über 200 Mio. $ erwartet. Den größten Einzelposten innerhalb der zweckgebundenen Zuwendungen nimmt dabei der Multilateral Funds ein, der Maßnahmen im Rahmen des Montrealer Protokolls zum Schutz der Ozonschicht finanziert.

## Sekretariat

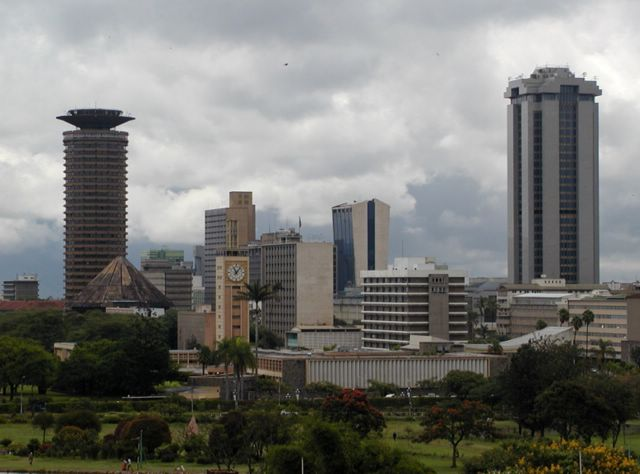
Die Skyline von Nairobi, Sitz des UNEP-Sekretariats

Das Sekretariat von UNEP liegt im kenianischen Nairobi. Damit ist das Umweltprogramm das einzige Nebenorgan der Vereinten Nationen mit Sitz in einem Entwicklungsland. Diese Entscheidung war und ist nicht unumstritten, vor allem durch die vor Ort nur schlecht mögliche intensive Vernetzung mit anderen Organisationen sowie die Schwierigkeiten, hochkarätiges Personal rekrutieren zu können. Gleichzeitig war aber die Entscheidung für Nairobi ein wesentlicher Grund für die afrikanischen Staaten, der Gründung von UNEP überhaupt zuzustimmen.
Am 15. März 2006 wurde Achim Steiner, ehemaliger Vorsitzender der IUCN, in Nairobi von UN-Generalsekretär Kofi Annan als Nachfolger von Klaus Töpfer für das Amt des Exekutivdirektors von UNEP nominiert und einen Tag später von der UN-Generalversammlung gewählt. Sein Amt trat er am 15. Juni 2006 an.
Vom Sekretariat werden 890 Menschen beschäftigt. Etwa 500 davon sind internationale Mitarbeiter der Vereinten Nationen, die restlichen knapp 300 sind örtliche Angestellte.
Das Sekretariat ist mit der Umsetzung von UNEPs Mandat und seinen Programmen beauftragt. Diese Arbeit wird von sieben Abteilungen erledigt:
- Frühwarnung und Erfassung (Early Warning and Assessment)
- Umweltpolitik-Umsetzung (Environmental Policy Implementation)
- Technologie, Industrie und Wirtschaft (Technology, Industry and Economics)
- Regionale Zusammenarbeit (Regional Cooperation)
- Umweltvölkerrecht und Konventionen (Environmental Law and Conventions)
- Kommunikation und Öffentlichkeitsarbeit (Communications and Public Information)
- Koordination der Globalen Umweltfazilität (Global Environment Facility Coordination)

Um in den verschiedenen Weltregionen präsent zu sein, unterhält UNEP ein Netz aus sechs Regionalbüros, die Afrika, Asien-Pazifik, Europa, Lateinamerika und Karibik, Nordamerika sowie Westasien abdecken.

### Leitung
Das UNEP wird von einem Exekutivdirektor im Range eines Untergeneralsekretärs geleitet. Bisher hatten folgende Personen dieses Amt inne:
| Foto                 | Name                        | Staat                   | Amtszeit                     |
| -------------------- | --------------------------- | ----------------------- | ---------------------------- |
| Maurice Strong       | Maurice Strong              | Kanada                  | 1972–1975                    |
| Mostafa Kamal Tolba  | Mostafa Kamal Tolba         | Ägypten                 | 1975–1992                    |
| Elizabeth Dowdeswell | Elizabeth Dowdeswell        | Kanada                  | 1992–1998                    |
| Klaus Töpfer         | Klaus Töpfer                | Deutschland             | 1998–2006                    |
| Achim Steiner        | Achim Steiner               | Deutschland / Brasilien | 2006–2016                    |
| Erik Solheim         | Erik Solheim                | Norwegen                | 2016–2018                    |
| Joyce Msuya          | Joyce Msuya (kommissarisch) | Tansania                | November 2018 – Februar 2019 |
| Inger Andersen       | Inger Andersen              | Dänemark                | 2019–                        |

### Nachgelagerte und unterstützende Organisationen
Dem UNEP arbeiten eine Reihe weiterer Institutionen und Organisationen in den einzelnen Fachbereichen zu.
- United Nations Environment Programme-Global Resource Information Database (UNEP-GRID),
das Umweltinformationssystem der Vereinten Nationen – ein Netzwerk aus global verteilten Datenbanken zur biologischen Vielfalt, mit Karten zur Umweltverschmutzung und Suchmaschinen für die Umweltbildung.
- UNEP World Conservation Monitoring Centre (UNEP-WCMC), welches das Umweltprogramm bei der Datenerhebung im Bereich Biodiversität unterstützt.

## Reformprozess
Seit seiner Gründung 1972 wird das UN-Umweltprogramm von einer Diskussion über seine Reform begleitet.

### Von der Nairobi-Deklaration zum Belgrader Prozess
Mit der 1997 verabschiedeten Nairobi-Deklaration begann eine bis heute anhaltende Initiative zur Stärkung des UN-Umweltprogramms. Weitere bedeutende Eckdaten in diesem Reformprozess waren die Malmö-Deklaration, die 2000 vom ein Jahr zuvor neu geschaffenen Globalen Umweltministerforum beschlossen wurde, das 2002 beschlossene Cartagena-Paket zur Stärkung der internationalen Umweltgovernance, der 2002 auf dem Weltgipfel für nachhaltige Entwicklung in Johannesburg festgeschriebene Umsetzungsplan (Johannesburg Plan of Implementation) für das Cartagena-Paket, der 2004 festgesetzte Bali-Plan für Technologie-Unterstützung und Kapazitätsaufbau (Bali Strategic Plan for Technology Support and Capacity-building), Paragraph 169 des Ergebnisdokuments vom Weltgipfel 2005, der 2007 vorgestellte Bericht des informellen Konsultationsprozesses der Generalversammlung über den institutionellen Rahmen der UN-Umwelttätigkeiten (Informal consultations of the General Assembly on the institutional framework for the United Nations’ environment work), der im Dezember 2008 erschienene Bericht der UN Joint Inspections Unit, der eine umfangreiche Analyse des UN-Umweltgovernance-Systems enthält, und schließlich die 2009 begonnenen Beratungen im Rahmen der konsultativen Gruppe von Ministern und hochrangigen Vertretern über internationale Umweltgovernance (Consultative Group of Ministers or High-Level Representatives on International Environmental Governance) – der sogenannte Belgrader Prozess.

### Reformpläne
Eine mögliche Reform lässt sich in den Diskussionen um die Gründung einer UNEO, WEO oder noch anders genannten Weltumweltorganisation erkennen, die an die Stelle des UN-Umweltprogramms treten könnte. Als internationale Organisation oder Hauptorgan der Vereinten Nationen hätte eine solche Organisation eine stabilere finanzielle Basis sowie als Völkerrechtssubjekt eine eigene Rechtspersönlichkeit.
Die Gründung einer internationalen Organisation für Umweltbelange soll im Gegensatz zum existierenden Umweltprogramm die stark fragmentierte UN-Umweltarchitektur unter einem Dach vereinigen oder zumindest näher zusammenführen. Zurzeit existieren über 500 multilaterale Umweltabkommen, viele von ihnen mit eigenständigen Sekretariaten und ohne Verknüpfung untereinander. Hierzu zählen unter anderem die Globale Umweltfazilität (GEF) in Händen der Weltbank, das Waldforum der Vereinten Nationen (UNFF) oder die zahlreichen Konventionen, z. B. die Klimarahmenkonvention, das Übereinkommen der Vereinten Nationen zur Bekämpfung der Wüstenbildung oder die Biodiversitätskonvention. Die zahlreichen Umweltabkommen könnten unter dem Dach einer einzigen Organisation versammelt besser koordiniert und deren Synergiepotenzial stärker genutzt werden. Dies könnte helfen, drängenden Umweltproblemen wie der globalen Erwärmung oder der fortschreitenden Desertifikation effektiver zu begegnen.
UNEP als Programm erhält keine regelmäßigen Zahlungen nach einem festgelegten Schlüssel und ist auf relativ willkürlich zur Verfügung gestellte und freiwillige Beiträge der UN-Mitgliedstaaten sowie anderer Finanzierungsorganisationen angewiesen. Die Schaffung eines rechtsverbindlichen neuen Abkommens für eine UN-Umweltorganisation könnte für finanzielle Planungssicherheit sorgen und die Durchführung von Studien und Projekten deutlich vorantreiben.
Außerdem könnten durch die Aufwertung zur Organisation Umweltthemen eine größere Rolle in anderen zwischenstaatlichen Regimen spielen. Als Beispiel wird die Welthandelsorganisation (WTO) genannt, zu der man sich mehr in Augenhöhe bewegen könne.
Schließlich gibt es Überlegungen zur (teilweisen) Zusammenführung von Umwelt- und Entwicklungsarbeit in den Vereinten Nationen. Eine UNEO könnte sich besser mit dem UN-Entwicklungsprogramm (UNDP) koordinieren, wenn die fragmentierte Natur der derzeitigen UN-Umweltarbeit besser organisiert wäre.